# Lilla Mossaskär
Lilla Mossaskär är en ö i Finland. Den ligger i Skärgårdshavet och i kommunen Pargas i den ekonomiska regionen  Åboland i landskapet Egentliga Finland, i den sydvästra delen av landet. Ön ligger omkring 58 kilometer sydväst om Åbo och omkring 190 kilometer väster om Helsingfors.
Öns area är 8 hektar och dess största längd är 0,7 kilometer i öst-västlig riktning.